# استديوهات الإنتاج الكبرى

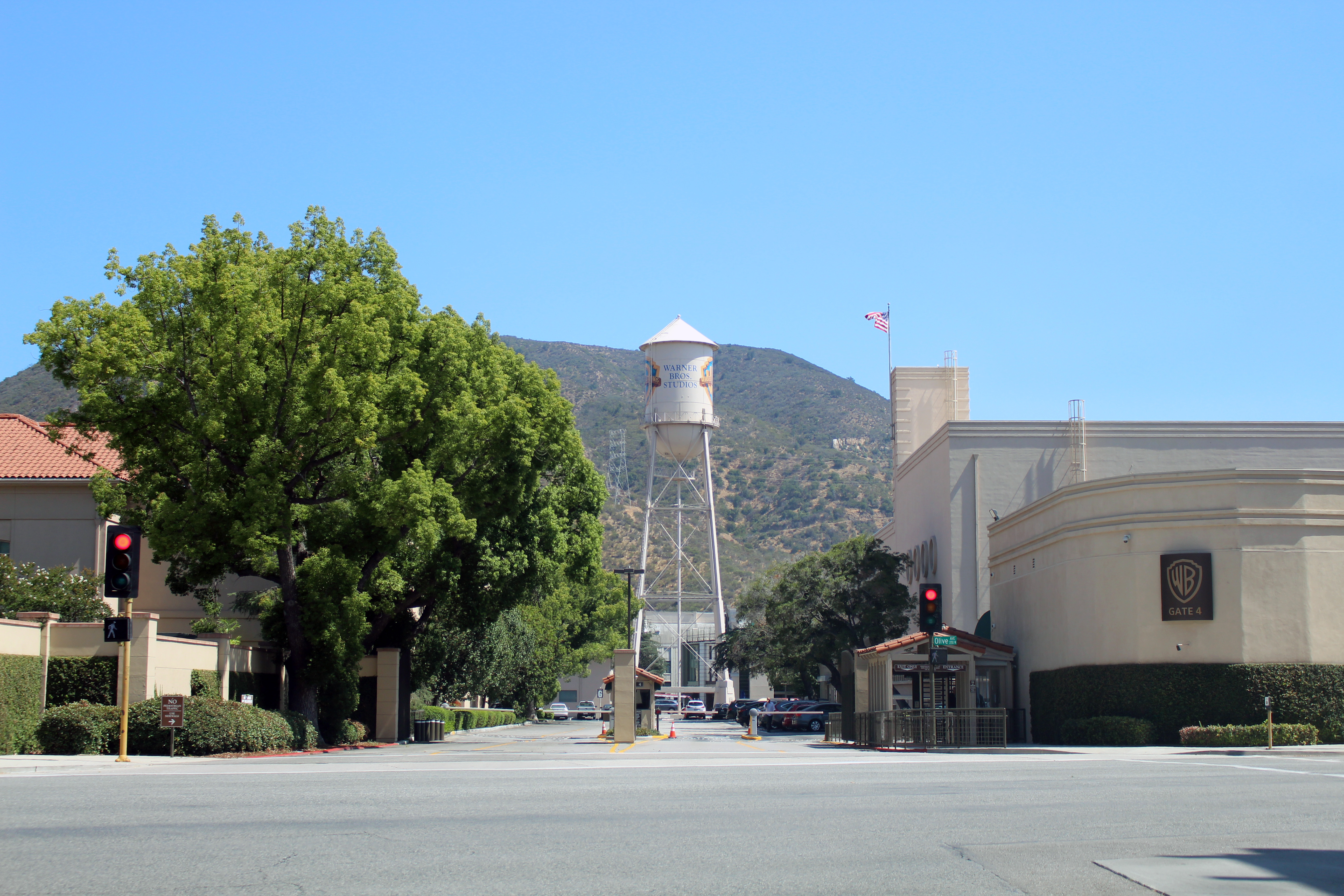
بوابة 4 وارنر

هذه مقالة مختصة بـ استديوهات الإنتاج الكبرى (بالإنجليزية: Major film studio)‏. استديو الأفلام الرئيسي هي شركة إنتاج وتوزيع تُصدر عددًا كبيرًا من الأفلام سنويًا، وتطلب باستمرار حصة كبيرة من إيرادات شباك التذاكر في سوق معين. في الأسواق الأمريكية والعالمية، هناك خمسة استديوهات الأفلام الرئيسية التي تُعرف ببساطة باسم الشركات الكبرى، وهو شركات إعلامية كبرى تتكون من تكتل عدة شركات إنتاج المتنوعة تتعاون في إنتاج وتوزيع الأفلام، وتمثل إنتاج تلك الاستديوهات حواللي بشكل مع حوالي 80-85٪ من إيرادات شباك التذاكر الأمريكي.
منذ فجر صناعة الأفلام، سيطرت استوديوهات الأفلام الأمريكية على السينما الأمريكية وصناعة السينما العالمية. استفادت استوديوهات الولايات المتحدة من ميزة المحرك الأول في السوق، حيث كانت هي أول من قام بتصنيع صناعة الأفلام وإتقان فن الإنتاج الضخم وتوزيع الأفلام عالية الجودة ومتعددة الثقافات. واليوم، تقوم الشركات الكبرى الخمس الكبرى (والت ديزني بيكتشرز، وارنر برذرز، ويونيفرسال بيكشرز، وكولومبيا بيكتشرز، وباراماونت بيكتشرز) بشكل روتيني بتوزيع مئات الأفلام كل عام في جميع الأسواق الدولية المهمة (بحيث يكون الدخل التقديري مرتفعًا بما يكفي للمستهلكين لتحمل تكاليف مشاهدة الأفلام). من النادر جدًا، إن لم يكن مستحيلًا، أن يصل فيلم ما إلى جمهور دولي واسع في قارات متعددة بلغات متعددة دون أن تلتقطه إحدى الشركات الكبرى للتوزيع.

## الاستديوهات الكبرى

### الحالية
| الاستيديو الأم (الكتلة)                            | وحدة استوديو الأفلام الرئيسية | سنة التأسيس | فيلم فني/فيلم مستقل                                                                                             | صنف أفلام/فيلم درجة ثانية                                                                              | تحريك صور | الأقسام والعلامات التجارية الأخرى | US/CA الحصة السوقية (2018) |
| -------------------------------------------------- | ----------------------------- | ----------- | --- | --- | --- | --- | -------------------------- |
| إن بي سي العالمية (كومكاست)                        | يونيفرسال بيكشرز              | 1912        | - فوكس فيتشرز                                                                                                   | - فوكس فيتشرز - غرامرسي بيكتشرز - ووركينع تايتل فيلمز                                                  | - بيغ آيديا إنترتيمينت - دريم ووركس أنيميشن - إليمونيشن للترفيه - إليمونيشن ماك جف - إن بي سي إنترتيمينت اليابان - استوديوهات الرسوم المتحركة العالمية | - أفلام كارنيفال - أمبلين بارتنرز (حصة الأقلية) - ماكريدي (جي في) - أو تي إل للتوزيع - يونايتد إنترناشيونال بيكتشيرز (JV) - يونيفيرسال 1440 إنترتيمينت - دابيلو تي برودكشن2                                                                                            | 14.9%                      |
| فاياكوم سي بي إس (ناشيونال أميوزمينت [الإنجليزية]) | باراماونت بيكتشرز             | 1912        | | - بي إي تي - كوميدي سنترال فيلمز [الإنجليزية] - أفلام إم تي في - نيكلوديون أفلام - Paramount Players   | - MTV Animation - استوديوهات نكلوديون للرسوم المتحركة - Paramount Animation                                                                            | - Awesomeness Films - سي إم تي - ريببلك بيكتشرز - Paramount Digital Entertainment - United International Pictures (JV) - في إتش 1 - Viacom 18 Motion Pictures (49%) - سي بي إس فيلمز ‏                                                                                  | 6.4%                       |
| وارنر ميديا (إيه تي آند تي)                        | وارنر برذرز                   | 1923        | - CNN Films - HBO Documentary Films - Warner Independent Pictures                                               | - دي سي فيلمز - نيو لاين سينما - Alloy Entertainment                                                   | - كرتون نتورك ستوديوز - Wang Film Productions (50%) - وارنر براذرز جروب - وارنر براذرز أنيميشن                                                         | - أدلت سويم - كاسل روك للترفيه - سينماكس - CNN Films - Flagship Entertainment (49%) - Fullscreen - HBO Films - Hello Sunshine (part) - تيرنر إنترتينمنت ‏ | 16.3%                      |
| استوديوهات والت ديزني للترفيه (شركة والت ديزني)    | أفلام والت ديزني              | 1923        | - آي & إي نتورك ‏ (50%) - Disneynature - Fox 2000 Pictures - فوكس سيرش لايت بيكتشرز - أفلام هولو الوثائقية (67%) | - شبكة البرمجة الترفيهية والرياضية (80%) - لوكاس فيلم - مارفل ستوديوز - أفلام ناشيونال جيوغرافيك (73%) | - الرسوم المتحركة للقرن العشرين ‏ - استديوهات بلو سكاي - لوكاس فيلم للرسوم المتحركة - Marvel Animation - بيكسار - استديوهات والت ديزني للرسوم المتحركة  | - توينتيث سينشوري فوكس - بوينا فيستا إنترناشيونال - والت ديزني ستوديوز موشن بيكشرز - عائلة فوكس - استيديو فوكس ستار (مشترك) - زيرو داي فوكس - والت ديزني بيكشرز الهند - يو تي في - والت ديزني ستوديوز سوني بيكشرز ريليسينغ                                             | 36.3%                      |
| سوني بيكتشرز (سوني)                                | كولومبيا بيكتشرز              | 1924        | - سوني بيكتشرز كلاسيك                                                                                           | - تري ستار بيكتشرز - Affirm Films - سكرين جيمز - ستيج 6 فيلمز - Ghost Corps                            | - فنميشن (95%) - مادهاوس (shared) - مانغا إنترتنمنت (95%) - سوني بيكتشرز أنيميشن                                                                       | - Destination Films - Left Bank Pictures - Sony Pictures Japan - Sony Pictures Family Entertainment - Sony Pictures Releasing - Sony Pictures Worldwide Acquisitions - Sony Wonder - TriStar Productions - Triumph Films - Walt Disney Studios Sony Pictures Releasing | 10.9%                      |

### السابقة
شملت استوديوهات الأفلام الرئيسية في أوائل القرن العشرين ما يلي:
- آر كي أو بيكتشرز (1928-1959): تم إعادة الاستيديو للعمل عدة مرات كاستوديو مستقل. أخر إصدار للأفلام كان في عامي 2012 و2015.
- يونايتد آرتيست (1919–1981): تم الاستحواذ عليها من قبل مترو غولدوين ماير في عام 1981.
- مترو غولدوين ماير (1924–1986): تم الاستحواذ عليها من قبل تد تيرنر في عام 1986، والذي باع الاستوديو إلى كيرك كيركوريان في وقت لاحق من ذلك العام، واحتفظ بمكتبة مترو غولدوين ماير قبل مايو 1986؛ ثم أصبح استوديو صغير لا يمكن بيعه. نجى من الإفلاس في عام 2010.
- توينتيث سينشوري فوكس (1935–2019): أصبحت جزءًا من استوديوهات والت ديزني عندما اشترتها شركة استوديوهات والت ديزني في عام 2019.

## الاستديوهات الصغرى

### الحالية
| Studio parent (conglomerate) | Mini-major studio unit | Year founded | Other divisions and brands | US/CA market share (2018) |
| --- | ---------------------- | ------------ | --- | ------------------------- |
| Lionsgate Motion Picture Group (ليونزغيت إنترتاينمنت) | أفلام ليونزغيت         | 1962         | - 3 فنون للإنتاج السينمائي والتلفزيوني (majority) - Globalgate Entertainment - Good Universe - Grindstone Entertainment Group - Lionsgate Premiere - مانغا إنترتنمنت - Pantelion Films (49%) - رودسايد أتراكشنز (43%) - سمت إنترتاينمنت | 3.3%                      |
| The Amblin Group - (بارتسبنت ميديا ‏ - Reliance Entertainment - إنترتينمت وان ‏ - Alibaba Pictures - يونيفرسال بيكشرز)                                                   | Amblin Partners        | 2015         | - أمبلين إنترتاينمنت - دريم ووركس |                           |
| إس تي إكس إنترتينمنت - (هوني كابيتال - تينسنت - PCCW - TPG Growth - Liberty Global)                                                                                    | STX Films              | 2014         | - STX International - STX Family | 2.3%                      |
| شركة أفلام غومونت | شركة أفلام غومونت      | 1895         | Gaumont Animation |                           |
| MGM Holdings - (Anchorage Capital Group (~35%) - Highland Capital Management (10%+) - Solus Alternative Asset Management (10%+) - Third Point LLC - Maglan Capital LP) | مترو غولدوين ماير      | 1924         | - أوريون بيكشرز - Orion Classics - يونايتد آرتيست (JV) | 1.4%                      |
| Egmont Group | Nordisk Film           | 1906         | - Avanti Film - Danish Films - Maipo Film (NO) - Min Bio - Solar Films (FI) - Trust Nordisk - Zentropa (JV) |                           |
| Highlight Communications | Constantin Film        | 1950         | - Hager Moss Film - دريم ووركس (minority) |                           |
| Leonine Holding (Kohlberg Kravis Roberts) | Clasart Film           | 1977         | - Clasart Classic - Odeon Film - Concorde Film Distributor - Leonine Production - Leonine Distribution - Tele München - Tele München International - Universum - Wiedemann & Berg Film                                                  |                           |

### السابقة
Past mini-majors include:
- كاسل روك للترفيه: تم شراؤها في عام 1993 من قبل نظام تيرنر للبث؛ مع تايم وورنر في عام 1996.[28]
- مونوغرام بيكشرز: تعتبر شركة الترفيه الحالية الفانون المتحالفون الدولية خليفة لـ AAP لغاية عام 1967.[29]
- نيو لاين سينما: تم شراؤها عام 1994 من قبل نظام تيرنر للبث؛ دمجت نظام تيرنر للبث مع تايم وورنر في عام 1996؛ اندمجت الخط الجديد مع شركة وارنر برذرز في عام 2008.[30]
- ريلاتيفتي ميديا: أفلست بموجب القانون في 30 يوليو 2015، ثم خرجت من الإفلاس في عام 2016، تم إعادة تقديمها في مايو 2018، ثم بيعت لشركة إلترا في هولدينغ.[31]
- يونايتد آرتيست:أصبح أستوديو من الاستيديوات الكبرى، ثم استحوذت عليه شركة مترو غولدوين ماير في عام 1981؛ أعيد إطلاقها في عام 2006 من قبل بولا واغنر وتوم كروز، ولكن بعد استقالة كلاهما في عام 2008، استخدمت مترو غولدوين ماير الشركة كاسم تجاري للعلامات التجارية مثل روكي وجيمس بوند.
- أوريون بيكشرز: في عام 1990، كان يعتبر آخر الشركات الكبرى التي تم شراؤها عام 1988 من قبل كلوغ/ميتروميديا؛[32] تم شراؤها في عام 1997 من قبل مترو غولدوين ماير.[33]
- Avco Embassy, 1967[29] - acquired by نورمان لير and Jerry Perenchio in 1982;[34] acquired by the Coca-Cola Company in 1985;[35] its theatrical division acquired by دينو دي لورانتس in 1986. Sony Pictures Entertainment currently owns the television rights to most of the theatrical library and the logo, names, and trademarks through its ELP Communications subsidiary
- تري ستار بيكتشرز: تم دمجها في عام 1987 لشركة كولومبيا بيكتشرز، أحد الشركاء في المشروع المشترك الذي أنشأتها.[33]
- دريم ووركس أنيميشن: تم الستحواذ عليها من قبل شركة إن بي سي العالمية في 2016[21][36]
- دريم ووركس - تسمية جديدة لشركة أمبلين بارتنرز
- شركة والت ديزني/استوديوهات والت ديزني للترفيه: أصبحت استديو من الإستيديوات الكبرى.[33]
- شركة وينشتاين:أفلست بموجب القانون، لكن تم شراؤها من قبل لانتيرن إنترتينمنت في 2018، ثم تم نقل أصولها إلى مجموعة سباي غلاس الإعلامية.[37]
- ريببلك بيكتشرز - Produced many serials and was formed by the consolidation of six minor studios[38] in 1935. It was rebooted in 1985. Viacom then purchased it in the early 2000s
- FilmDistrict[39] - merged into فوكس فيتشرز (a subsidiary of Universal) in 2014
- PolyGram Filmed Entertainment[30] - sold to يونيفرسال بيكشرز in 1999,[40][41][42] pre-March 31, 1996 library sold to MGM[43]
- Artisan Entertainment[44] - purchased in 2003 by Lions Gate Entertainment
- Overture Films[45] - distribution and marketing assets sold to Relativity Media in 2010; Overture's film library acquired by Lions Gate Entertainment by May 2016.
- سمت إنترتاينمنت[45] - acquired by Lions Gate Entertainment in 2012
- مجموعة كانون[46] - purchased by Metro-Goldwyn-Mayer.
- أفلام أوبن رود - formerly أفلام أوبن رود, filed for Chapter 11 bankruptcy on September 6, 2018;,[47] by November 2018, has reverted to Open Road, purchased by Raven Capital Management on approval as of December 19, 2018 by a Delaware bankruptcy judge.[48]
- ميرماكس[30] - owned by شركة والت ديزني from 1993 to 2010, sold to Filmyard Holdings from 2010, then to مجموعة بي إن الإعلامية in 2016
- Weintraub Entertainment Group[49] filed for bankruptcy September 1990, resulting in the company folding up operations
- سي بي إس فيلمز  [لغات أخرى]‏ (2007-[39] 2019) Folded into the CBS Entertainment Group after releasing Jexi on October 11, 2019 switching to make films for سي بي إس أول أكسيس.[50]